# إياد محمد علي
إياد محمد علي مواليد 1 يوليو 1955 في العراق، هو لاعب كرة قدم عراقي سابق كان يلعب كمدافع، لعب مع منتخب العراق لكرة القدم في بطولة العالم للشباب لكرة القدم 1977. ولعب أيضا مع المنتخب العراقي في عام 1978م.